# Loma-Prieta-Erdbeben 1989
Das Loma-Prieta-Erdbeben ereignete sich am 17. Oktober 1989 um 17:04 Uhr Ortszeit in der Bucht von San Francisco. Es erreichte eine Stärke von Ms 7,1 und dauerte 15 Sekunden. Das Epizentrum befand sich bei 37,04° nördlicher Breite und 121,88° westlicher Länge nahe dem Berg Loma Prieta in den Santa Cruz Mountains. Es war das stärkste Beben in der Region seit dem großen Beben von 1906.
Das starke Beben richtete bis in eine Entfernung von 110 Kilometer große Schäden an – hauptsächlich in San Francisco, Oakland, auf der San-Francisco-Halbinsel sowie in den Städten nahe dem Epizentrum, wie Santa Cruz, Watsonville und Los Gatos. Der meiste Schaden in weiter entfernten Gebieten wurde durch Bodenverflüssigung verursacht, besonders an Orten, an denen Land künstlich aufgeschüttet worden war.

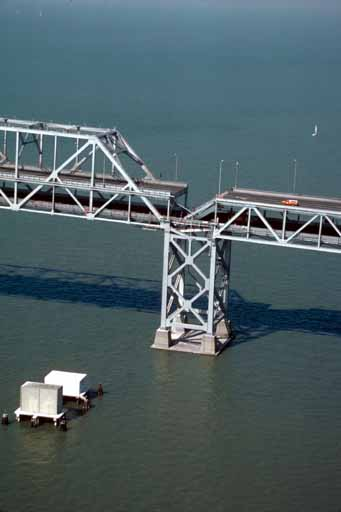
Abgebrochenes Teilstück der San Francisco-Oakland Bay Bridge

Insgesamt starben bei dem Erdbeben 62 Menschen; die Sachschäden beliefen sich auf etwa sechs Milliarden US-Dollar.

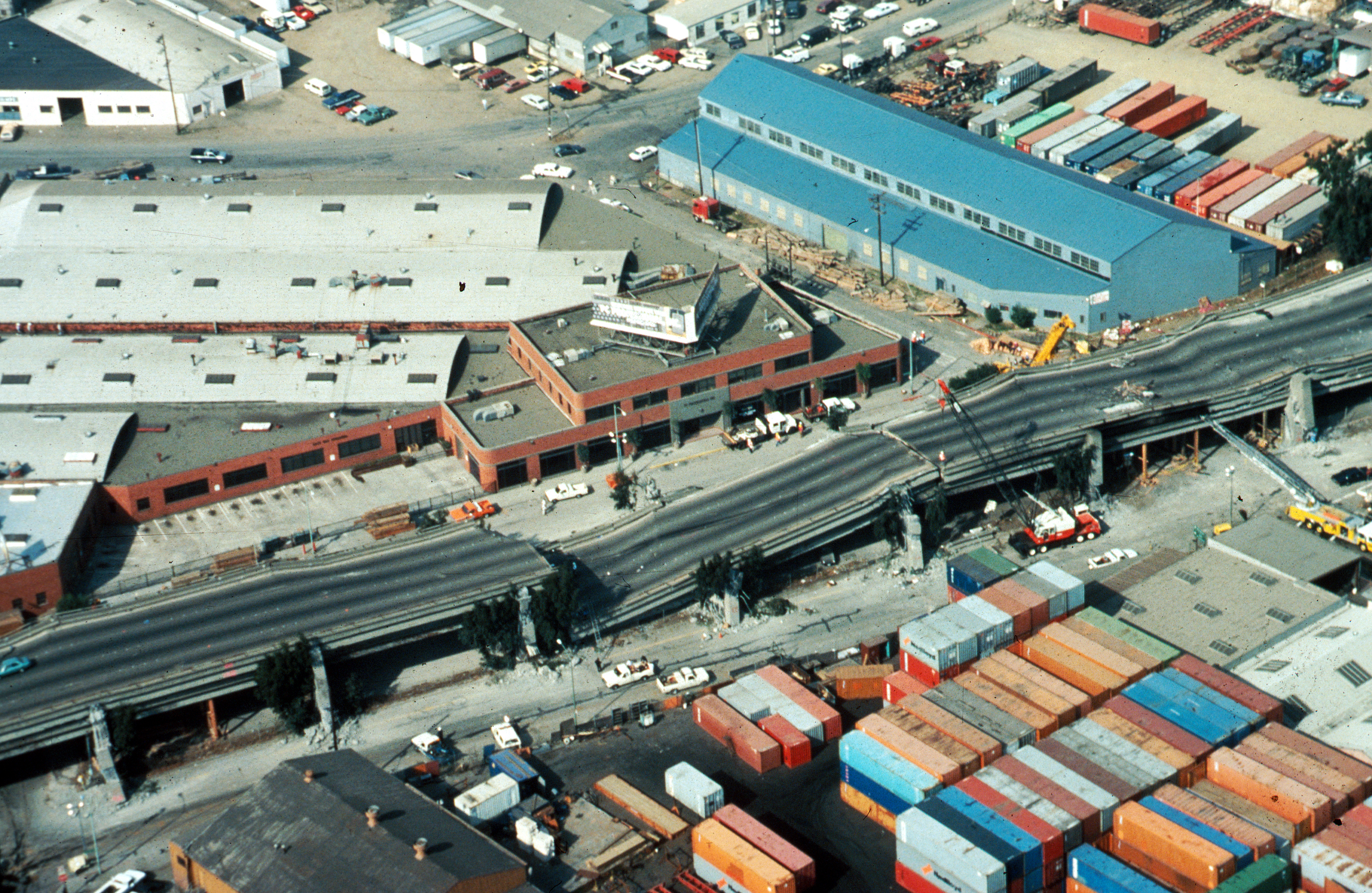
Cypress-Viadukt nach dem Erdbeben

Eine Folge des Bebens war die Unterbrechung sämtlicher Kommunikationswege in die Bucht um San Francisco. Funkamateure nahmen den Notfunkbetrieb auf. Betroffen war unter anderem auch die Intel-Zentrale in Santa Clara, die Notwendigkeit eines unabhängigen Übertragungsmediums wurde offenbar. Als Folge wurde der Intel Emergency Amateur Radio Service (IEARS) gegründet, der seine Dienste auch der Allgemeinheit zur Verfügung stellt.
Im Zusammenhang mit der Katastrophe entstand eine der wenigen psychologischen Studien zur Auswirkung von Traumata, bei denen zufällig auch kurze Zeit vor dem traumatischen Ereignis psychologische Daten erhoben wurden. Die Studie, die eigentlich Depressivität zum Thema haben sollte, konnte belegen, dass eine allgemeine Neigung zum Grübeln das Auftretensrisiko von posttraumatischen Beschwerden erhöht.
Vier Tage vor dem Erdbeben, am 13. Oktober 1989, erschien in der Zeitung Gilroy Dispatch ein Artikel, in welchem vom Geologen Jim Berkland vom U.S. Geological Survey das Beben vorhergesagt wurde. Der Artikel erschien unter der Überschrift „Is ‘World Series’ Quake Coming?“ und bezog sich damit auf eine am Tag des Erdbebens ausgetragene Baseballpartie der World Series 1989. Berkland begründete seine Annahmen in Anomalien der Wellenbewegungen, Gravitationsinformationen, dem Verhalten der Tiere und anderen Quellen.
Den beschädigten und daher gesperrten Embarcadero Freeway in San Francisco nutzten Mitglieder der Golden Gate Park Skate Patrol als autofreien Raum zum Skaten. Die langgezogenen Abwärts-Passagen waren attraktiv. Zahlreiche Rollsportler erhielten von der zuständigen Highway Patrol kostenpflichtige Verwarnungen, 1991 wurde der Freeway abgerissen.